# Nötkråka
Nötkråka (Nucifraga caryocatactes) är en fågel i familjen kråkfåglar som förekommer i Europa och Asien. 

## Utseende och läte

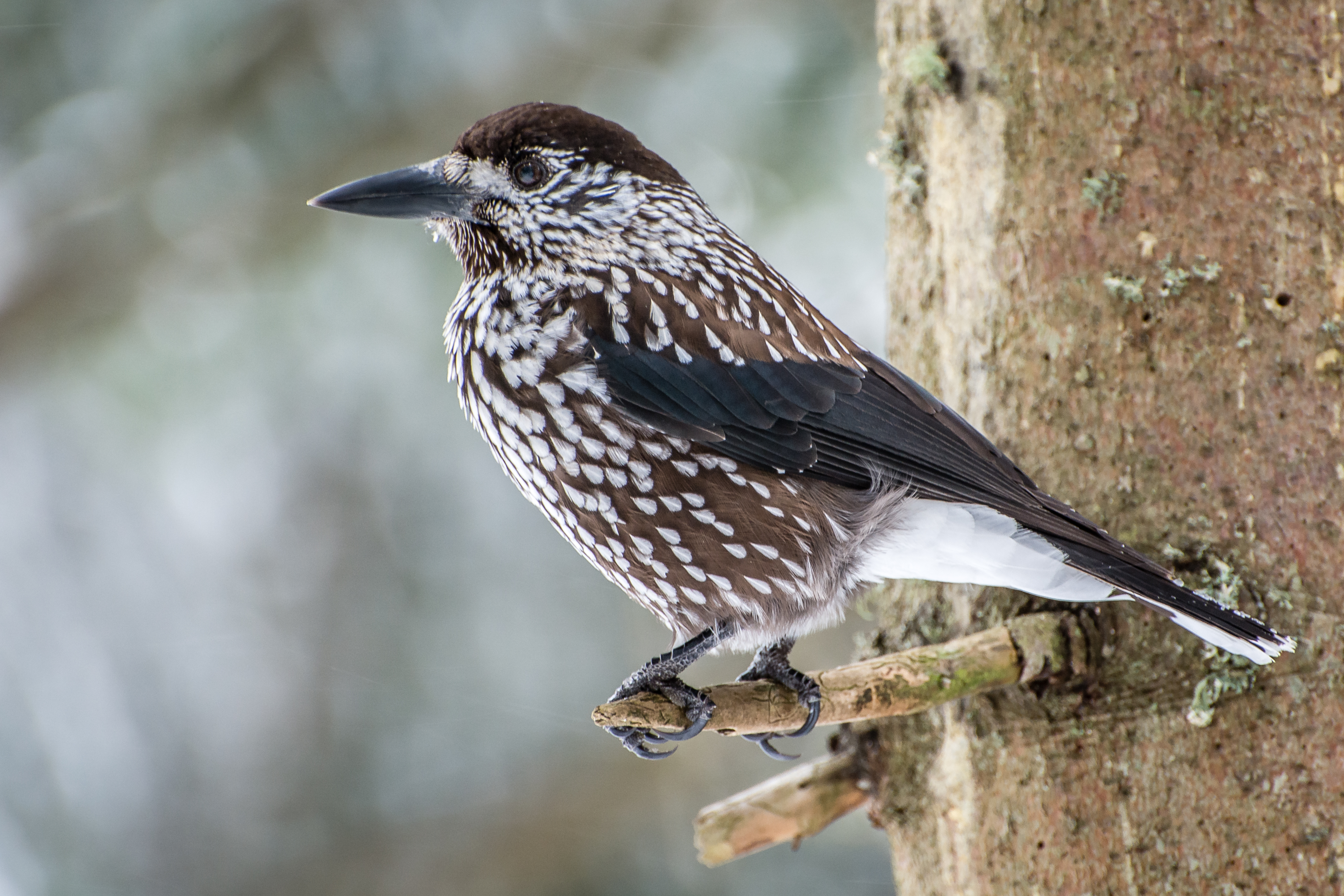
Nötkråka av nominatformen i Davos.

Nötkråkan är cirka 35 cm lång, det vill säga ungefär lika stor som en kaja. Den är typisk med relativt kort stjärt och en lång, rak och spetsig näbb. Fjäderdräkten är chokladbrun med många vita prickar, förutom på vingar och stjärt som är brunsvarta. Stjärtspetsen samt undergumpen är vit. Hane och hona är lika, och ungfåglar skiljer sig ytterst lite från de äldre fåglarna. 
Locklätet består av ett kraftigt kräähh, kräähh, kräähh, vilket framförs från en trädtopp. Under sommaren kan den göra ett slags snarkande ljud med strupen.
Kinesisk nötkråka (N. hemispila), tidigare behandlad som del av nötkråkan, har tydligt mindre vitt på rygg och undersida, mörkare hjässa, saknar vita stjärtspetsar men har istället helvita yttre stjärtpennor samt längre stjärt. Även det kraxande lätet skiljer sig, genom att vara mycket långsammare.
Kashmirnötkråkan, också tidigare behandlad som underart, är mycket lik men är vitprickig över hela kroppen förutom hjässan, har ännu längre stjärt än kinesisk nötkråka och har mörkare brun grundfärg.

## Utbredning och systematik
Nötkråkan lever lokalt i bergsskogar över hela Mellaneuropa, i södra Skandinavien, Östeuropa och över stora delar av Asien så långt österut som till Japan. Normalt är nötkråkan stannfågel men vissa år utvandrar den i stora flockar åt väst. År 1968 skedde en mycket stor invasion över Nordvästeuropa. Den delas in i fyra underarter med följande utbredning: 
- Tjocknäbbad nötkråka[5] (Nucifraga caryocatactes caryocatactes) häckar från Skandinavien till norra och östra Europa så långt som till europeiska Ryssland; uppträder vintertid även i södra Ryssland
- Smalnäbbad nötkråka[5] – förekommer i norra och nordöstra Asien, lokalt till nordöstra Sverige, norra Iran, Korea och norra Kina
- Nucifraga caryocatactes rothschildi – förekommer i bergsområdet Tianshan i Kazakstan
- Nucifraga caryocatactes japonica – förekommer i centrala och södra Kurilerna samt i Japan på Hokkaido och Honshu

Tidigare inkluderades kinesisk nötkråka (N. hemispila) i nötkråkan, men BirdLife International och IUCN urskiljer den dock som egen art sedan 2016 baserat på skillnader i utseende och läte. Efter studier från 2022 som även visar på tydliga genetiska skillnader urskiljer BirdLife Sverige den också som egen art. Även kashmirnötkråka (Nucifraga multipunctata) behandlades tidigare som del av nötkråkan men urskiljs numera oftast som egen art.

### Förekomst i Sverige
I Sverige förekommer nötkråkans nominatform (N. c. caryocatactes) sparsamt som häckfågel i Götaland och Svealand upp till Norrlands södra gräns. Smalnäbbad nötkråka  (N. c. macrorhynchos) etablerade sig i Umeå och Skellefteå hösten 1977 efter en invasion från öster. Därifrån har den spridit sig längs Norrlandskusten, från Gävle till Haparanda, och etablerat en häckande stam med cirka 600 par. Grundläggande för denna stams existens är tillgången på planterade cembratallar i tätorterna. Emellanåt sker nya invasioner till norra Sverige från öster, bland annat 1985 och 1995.

## Ekologi

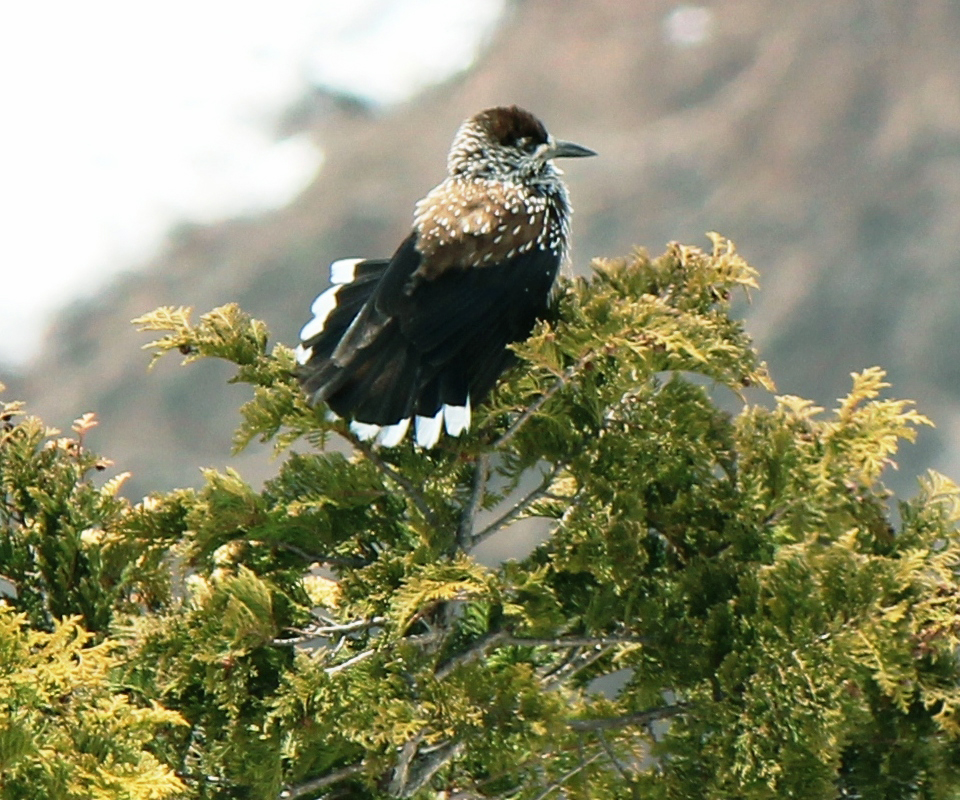
Foto av nötkråka ssp japonica där de vita stjärtpennespetsarna syns tydligt.

Nötkråkan håller främst till i granskog, dock med nära tillgång till hasselsnår (nominatformen) eller tallar med stora frön (övriga undertarter). Den kan vanligen ses när den samlar in föda under tidig höst, men är i övrigt tämligen skygg. Under större delen av året lever den ett undanskymt liv i stora barrskogar. Flykten är tämligen flaxig och har samma karaktär som en spillkråkas. När den ser en predator, till exempel en duvhök, gör nötkråkan en mycket snabb dykning för att skydda sig.

### Föda
De flesta underarter av nötkråka lever främst av större frön från olika arter av tall, så även smalnäbbad nötkråka, som huvudsakligen äter frön från cembratall. Den tjocknäbbade är i stället hasselnötsspecialist. Den förtär även i stor utsträckning frön av gran. Under sommarmånaderna varieras kosten med andra frön, insekter (myror) och daggmask och under vinterhalvåret ibland även gnagare. På vintern tar den även sällsynt småfågel, vilket observerats vid fågelmatare.

### Häckning

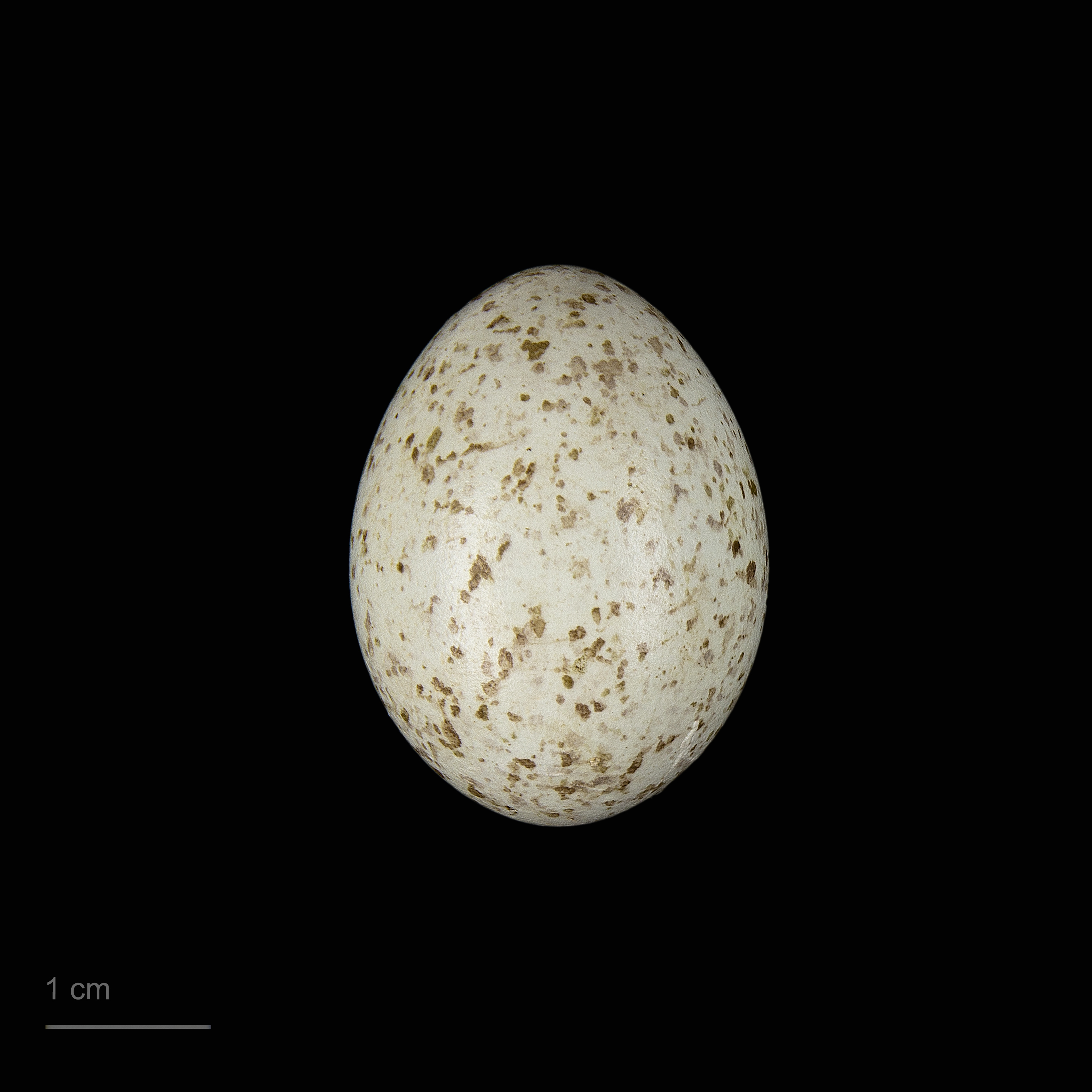
Nucifraga caryocatactes caryocatactes

Paret håller ihop hela livet i sitt revir, som brukar uppta 11–15 hektar. Båda könen bygger på boet i mars–april, som konstrueras av kvistar och murken ved. Boet placeras mycket nära stammen av ett barrträd på cirka 9 meters höjd. Boet fodras med mossa, jord, gräs och skägglav och blir då värmeisolerat. 
Honan lägger vanligtvis tre till fyra ägg i mars–april, storleken på kullen varierar beroende på tillgång på föda föregående höst. Både honan och hanen turas om att ruva äggen i cirka 18 dygn. Äggen har en blekt blågrön bottenfärg, och tätt placerade grå eller brungröna fläckar. Kläckningen sker redan i början av april. 
Ungarna matas av båda föräldrarna och födan består av uppstötta frön och nötter. Ungarna blir flygfärdiga på 23–25 dagar. Ungarna föds delvis upp på de frön och nötter som föräldrarna samlade in föregående höst, och som lagrats över vintern. Föräldrarna tillverkar en slags gröt av födan som fraktas i en så kallad hakpåse.[källa behövs] När ungarna blir flygfärdiga håller paret ihop resten av sommaren.

## Nötkråkan och människan

### Status och hot
Arten har ett stort utbredningsområde och en stor population, men tros minska i antal, dock inte tillräckligt kraftigt för att den ska betraktas som hotad. Världspopulationen uppskattas till mellan knappt tre miljoner och 6,1 miljoner häckande individer.

#### Status i Sverige
Nötkråkan kategoriserades tidigare i Sverige som nära hotad (NT). Sedan 2020 bedöms dock hotstatus för de i Sverige häckande underarterna var för sig. Numera upptas därför enbart nominatformen, "tjocknäbbad nötkråka", på Artdatabankens rödlista, som nära hotad, medan smalnäbbad nötkråka anses ha en livskraftig population.

### Namn
På Gotland har den förr även kallats nyttskrike.